# Styl kerczeński

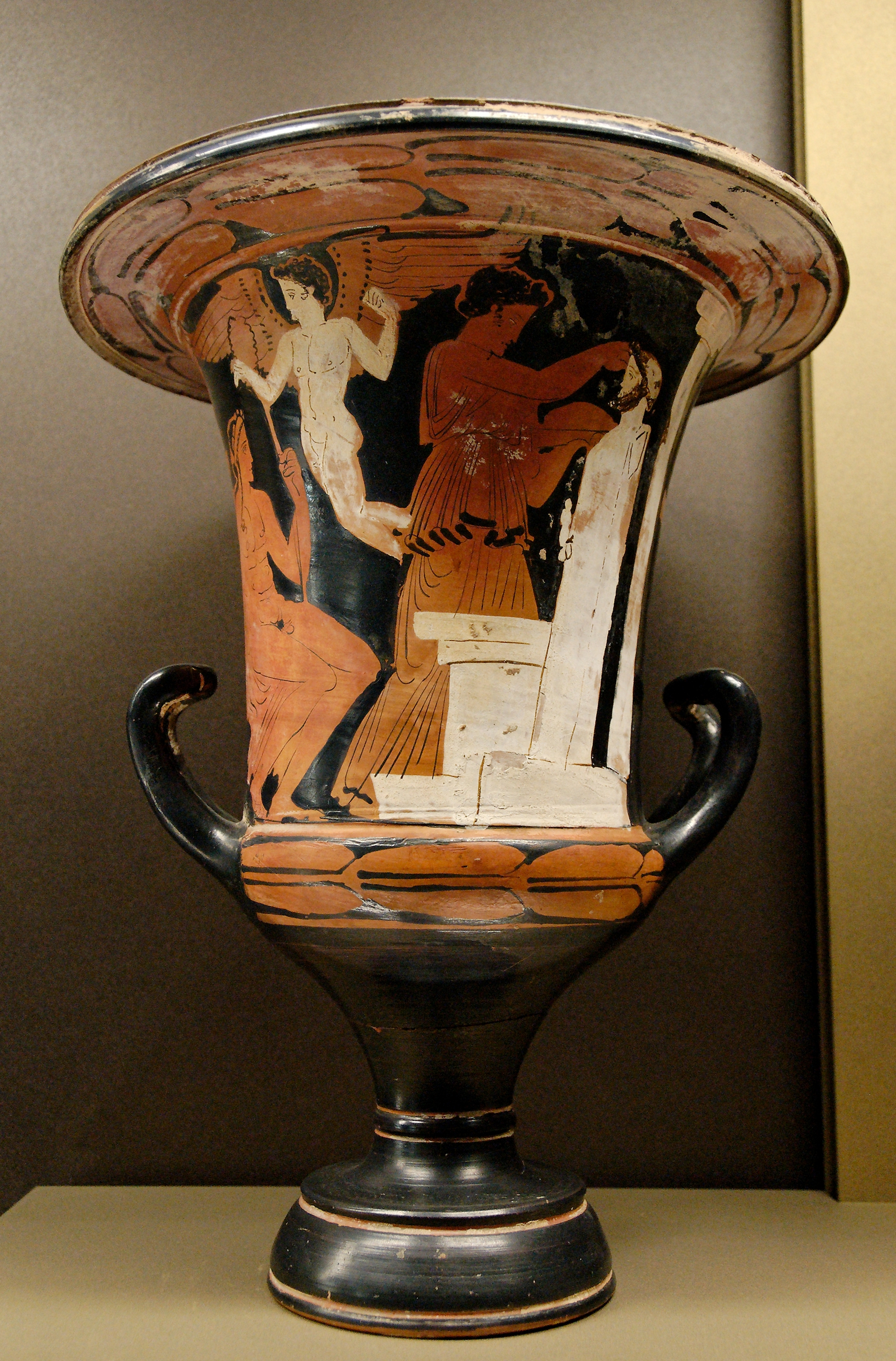
Krater w stylu kerczeńskim (Malarz Ateński, ok. 375-350 p.n.e., Luwr)

Styl kerczeński – sposób zdobienia wyrobów ceramicznych w greckim malarstwie wazowym IV wieku p.n.e. 
Styl ten charakteryzowało przede wszystkim odejście od dotychczasowej różnorodności kształtów naczyń. Przeważają w nim formy łatwe i proste w wykonaniu. Zarazem w sprzeczności z prostotą kształtów waz stoi ich staranna dekoracja, nacechowana bardzo przemyślaną kompozycją. Artyści dekorowali naczynia scenami wielofigurowymi i dość swobodnie operowali wieloma planami. Postacie dzielono na pierwszoplanowe i drugoplanowe, co dodatkowo podkreślano przy pomocy barwy białej. W porównaniu z poprzednim stuleciem znacznemu pogorszeniu uległ rysunek, podobnie jak jakość wykonania waz. Dekoracyjny pokost zatracił swą czerń i stał się rozrzedzony, brunatny, co usiłowano zastąpić przesadną kolorystyką przedstawień. Okres ten (ok. 380-320 rok p.n.e.) był ostatnim wzlotem attyckiej sztuki ceramicznej. 
Pierwszym znanym artystą tworzącym w tej stylistyce był Malarz Heleny, którego oprócz dobrej kompozycji cechowało poprawne przedstawienie ruchu. Do przedstawicieli tego stylu należy też Malarz Pompe, wyróżniający się nadmiernym stosowaniem barwy białej (na trzy postacie dwie są pobielone).  Przykład twórczości Malarza Amazonki znajduje się w posiadaniu Muzeum Narodowego w Warszawie: na obustronnie dekorowanej pelike jedno pole przedstawia Amazonkę, a drugie Grypomachię.
Z końcem IV stulecia p.n.e. działalność warsztatów attyckich dekorujących malarsko naczynia ustała niemal całkowicie, a ich wyrób przeniósł się do kolonizowanych ośrodków greckich w Italii, które wytworzyły odrębne cechy stylistyczne. 